# Make Believe (album Platinum Weird)
Make Believe – album zespołu Platinum Weird wydany w 2006 roku.

## Lista utworów
1. Will You Be Around
2. Lonely Eyes
3. Happiness
4. Make Believe
5. Picture Perfect
6. If You Believe In Love
7. Love Can Kill The Blues
8. I Pray
9. Piccadilly Line
10. Goodbye My Love

Wszystkie utwory zostały napisane przez Karę DioGuardi i Davida Stewarta